# San Leonardo di Cutro
San Leonardo di Cutro is een plaats (frazione) in de Italiaanse gemeente Cutro.